# William Miller (javelot)
Pour les articles homonymes, voir William Miller et Miller.
William Preston Miller, (Lawnside (New Jersey), 22 février 1930-Apache Junction,  27 octobre 2016) est un ancien athlète américain lanceur de javelot.

## Palmarès

### Jeux olympiques
- 1952 à Helsinki  Finlande
  -  Médaille d'argent au lancer du javelot